# Invaders d'Oakland
Les Invaders d'Oakland (en anglais : Oakland Invaders) étaient une franchise professionnelle de football américain fondée en 1983 et basée à Oakland.

## Historique
Les Invaders d'Oakland évoluèrent en United States Football League entre 1983 et 1985. La franchise absorbe les Panthers du Michigan en 1985.

## Saison par saison
| Saison | Vic. | Déf. | Nuls | Classement       | En play-offs   |
| ------ | ---- | ---- | ---- | ---------------- | -------------- |
| 1983   | 9    | 9    | 0    | USFL 1er Pacific | demi-finaliste |
| 1984   | 7    | 11   | 0    | USFL 4e Pacific  | --             |
| 1985   | 13   | 4    | 1    | USFL 1er Ouest   | finaliste      |